# Вал дел Гат (Белуно)
Вал дел Гат је насеље у Италији у округу Белуно, региону Венето.
Према процени из 2011. у насељу је живело 7 становника. Насеље се налази на надморској висини од 1013 м.